# Berg (Pfalz)

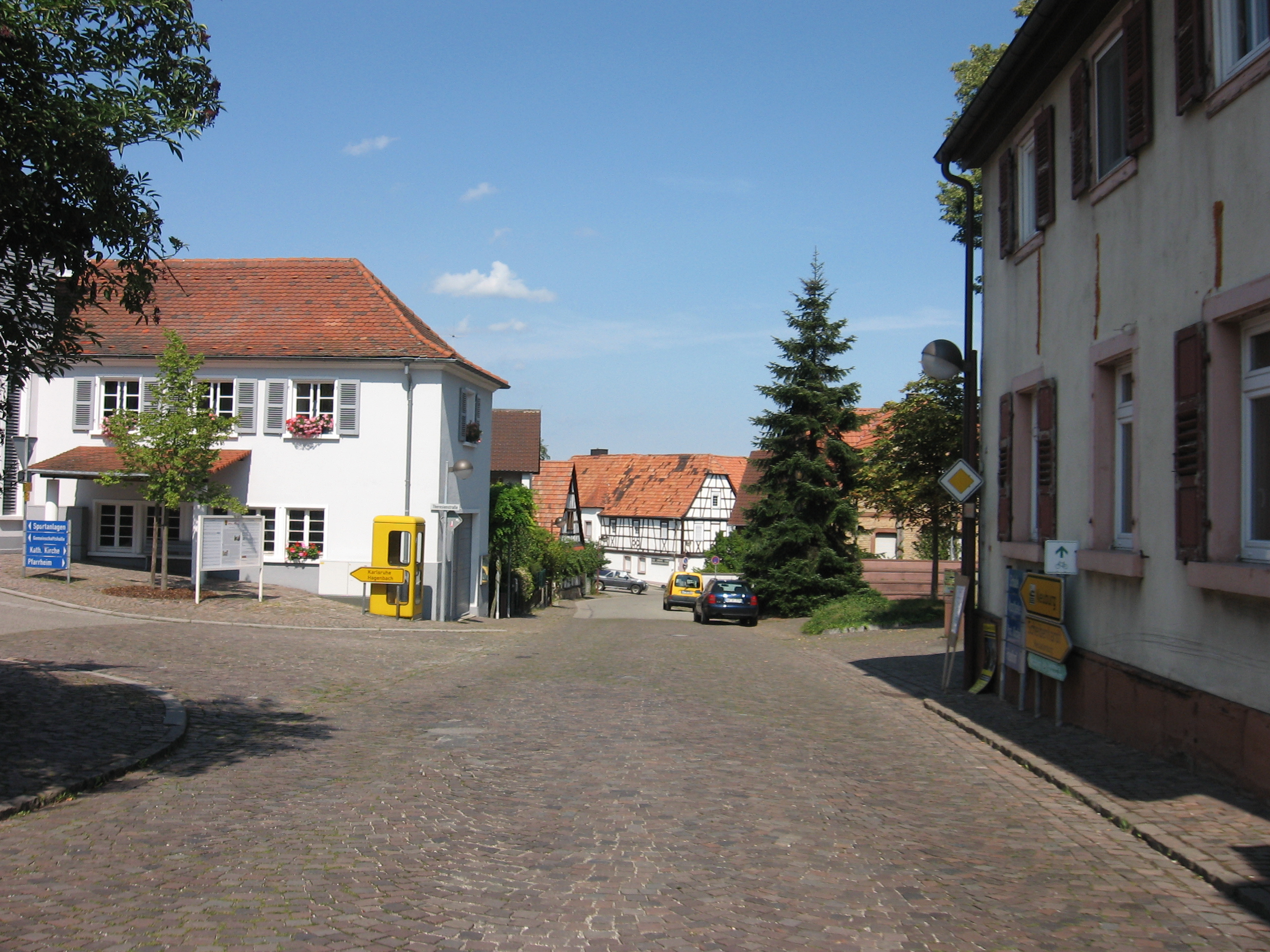
Ortsbild von Berg

Berg (Pfalz) ist eine Ortsgemeinde im Landkreis Germersheim in Rheinland-Pfalz. Sie gehört der Verbandsgemeinde Hagenbach an und ist Grenzort zu Frankreich.

## Geographie

### Lage
Die Gemeinde liegt an der deutsch-französischen Grenze am östlichen Rand des Bienwaldes. Mit seinem Ortsteil Neulauterburg bildet der Ort eine Nahtstelle zu Frankreich. Auf französischer Seite schließt sich unmittelbar die Stadt Lauterbourg an.

### Nachbargemeinden
Folgende Städte und Gemeinden grenzen an die Gemeinde Berg (Pfalz). Sie werden im Uhrzeigersinn, beginnend im Norden, genannt:
Stadt Wörth mit dem Ortsbezirk Büchelberg, Hagenbach, Neuburg, Lauterbourg und Scheibenhardt.

### Gewässer
Die Lauter streift den südlichen Ortsrand, wo sie von rechts den Mühlgraben aufnimmt und bildet westlich davon die Grenze zu Frankreich. Letztere wird danach von der Alten Lauter fortgesetzt. Durch den Norden der Gemarkung fließt außerdem der Heßbach.

## Geschichte
Älteste Nachrichten über ein Rittergeschlecht, das in Berg seinen Sitz hatte, gehen ins 12. Jahrhundert zurück. Es ist die Rede über Wezelo von Bergen, der unter den Ministerialen des Bischofs von Speyer, Günther von Henneberg, erscheint, aber auch als Zeuge in kaiserlichen Urkunden oder gar als Begleiter des Königs Heinrich VI. erwähnt wird. Urkundlich wird Berg zum ersten Male im Jahre 1176 genannt. 1281 kam Berg zur Vogtei Hagenbach und gelangte 1407 mit derselben in kurfürstlichen Besitz.
Von 1802 bis 1815, als die Pfalz Teil der Französischen Republik (bis 1804) und anschließend Teil des Napoleonischen Kaiserreichs war, war Berg in den Kanton Lauterbourg eingegliedert. 1815 wurde der Ort Österreich zugeschlagen. Bereits ein Jahr später wechselte der Ort wie die gesamte Pfalz in das Königreich Bayern. Ab 1815 war der Ort Bestandteil des Kanton Kandel. Von 1818 bis 1862 gehörte Berg dem Landkommissariat Germersheim an; aus diesem ging anschließend das Bezirksamt Germersheim hervor. Seit 1939 ist der Ort Bestandteil des Landkreises Germersheim. 
Von all den kriegerischen Auseinandersetzungen der früheren und späteren Vergangenheit – Dreißigjähriger Krieg, Spanischer Erbfolgekrieg, Deutsch-Französischer Krieg und den beiden Weltkriege des 20. Jahrhunderts – blieb die Gemeinde nie verschont.
Nördlich von Berg verlief der Westwall, sodass der Ort mit seiner Grenze im Süden zu Frankreich in der „Roten Zone“ lag. Im September 1939 wurde der Ort evakuiert und die Bewohner in die Region Mainfranken (unter anderem nach Gerolzhofen, Volkach, Haßfurt und Sommerach) gebracht. Nachdem bereits einige Familien wieder näher zur Heimat gezogen waren, kehrten ab Juni 1940 erneut Familien nach Berg zurück. Eine zweite Evakuierung fand im Dezember 1944 aufgrund der heranrückenden amerikanischen Truppen statt. Diesmal fanden die Menschen teilweise in nahegelegenen Orten in der Südpfalz Zuflucht. Im Januar 1945 war die Rückkehr möglich. Im weiteren Verlauf lösten französische Soldaten die amerikanischen ab.
Nach dem Krieg wurde Berg innerhalb der französischen Besatzungszone Teil des damals neu gebildeten Landes Rheinland-Pfalz. Im Zuge der ersten rheinland-pfälzischen Verwaltungsreform wurde der Ort 1972 in die neu geschaffene Verbandsgemeinde Hagenbach eingegliedert.

## Bevölkerung

### Einwohnerentwicklung
Wenn nicht gesondert aufgeführt, ist die Quelle der Daten das Statistische Landesamt Rheinland-Pfalz.
| Jahr | Einwohner |
| ---- | --------- |
| 1802 | 686       |
| 1815 | 840       |
| 1835 | 1.009     |
| 1849 | 1.222     |
| 1861 | 1.069     |
| 1871 | 1.049     |
| 1905 | 1.050     |

| Jahr | Einwohner |
| ---- | --------- |
| 1939 | 1.308     |
| 1950 | 1.211     |
| 1965 | 1.595     |
| 1970 | 1.777     |
| 1975 | 1.931     |
| 1980 | 2.041     |
| 1985 | 1.945     |

| Jahr | Einwohner |
| ---- | --------- |
| 1990 | 1.950     |
| 1995 | 2.046     |
| 2000 | 2.143     |
| 2005 | 2.162     |
| 2010 | 2.078     |
| 2013 | 2.045     |

### Konfessionsstatistik
Im Jahr 1871 waren von insgesamt 1049 Einwohnern 1019 römisch-katholisch (97 %) und 30 evangelisch (3 %). 2012 waren 56,7 % der Einwohner katholisch und 19,4 % evangelisch. Die übrigen 23,7 % gehörten einer anderen Glaubensgemeinschaft an oder waren konfessionslos. Der Anteil der Protestanten und Katholiken an der Gesamtbevölkerung ist seitdem gesunken. Ende November 2024 waren von den Einwohnern 39,7 % katholisch, 15,6 % evangelisch und 44,7 % waren konfessionslos oder gehörten einer anderen Glaubensgemeinschaft an.

## Politik

### Gemeinderat
Der Gemeinderat in Berg besteht aus 16 Ratsmitgliedern, die bei der Kommunalwahl am 9. Juni 2024 in einer personalisierten Verhältniswahl gewählt wurden, und der ehrenamtlichen Ortsbürgermeisterin als Vorsitzender.
Die Sitzverteilung im Gemeinderat:
| Wahl | SPD | CDU | Grüne | FWG | Gesamt   |
| ---- | --- | --- | ----- | --- | -------- |
| 2024 | 4   | 5   | 1     | 6   | 16 Sitze |
| 2019 | 3   | 4   | 3     | 6   | 16 Sitze |
| 2014 | 4   | 4   | 2     | 6   | 16 Sitze |
| 2009 | 4   | 4   | 2     | 6   | 16 Sitze |
| 2004 | 5   | 5   | 1     | 5   | 16 Sitze |

### Ortsbürgermeister
- 1956–1982: Otto Fried (CDU)
- 1983–1994: Alois Steigleder (FWG)
- 1994–2004: Rainer Gebhard (CDU)
- 2004–2019: Günther Roitsch (FWG)
- seit 2019: Sabine Gerhart (FWG)

Sabine Gerhart wurde bei der Direktwahl am 26. Mai 2019 mit einem Stimmenanteil von 70,28 % für fünf Jahre gewählt. Bei der Direktwahl am 9. Juni 2024 wurde sie mit 68,3 % der Stimmen gegen einen Kandidaten der CDU in ihrem Amt bestätigt.

### Wappen
| Wappen von Berg | Blasonierung: „In Gold auf grünem Fünfberg ein von je einer roten Rose flankierter schwarzer Mittelschild, darin ein rotbewehrter und -bezungter goldener Löwe.“ |
| Wappen von Berg | Wappenbegründung: Es wurde 1966 vom Mainzer Innenministerium genehmigt. Der Pfälzer Löwe nimmt Bezug auf die ehemalige Zugehörigkeit zur Kurpfalz, der Fünfberg entstammt dem Wappen der Ritter von Berg, die bis zum Spätmittelalter die Ortsherrschaft innehatten und die Rosen gehen zurück auf das Dorfsiegel von 1737. |

### Gemeindepartnerschaft
Berg ist verschwistert mit Vordernberg in der Steiermark.

## Kultur und Sehenswürdigkeiten

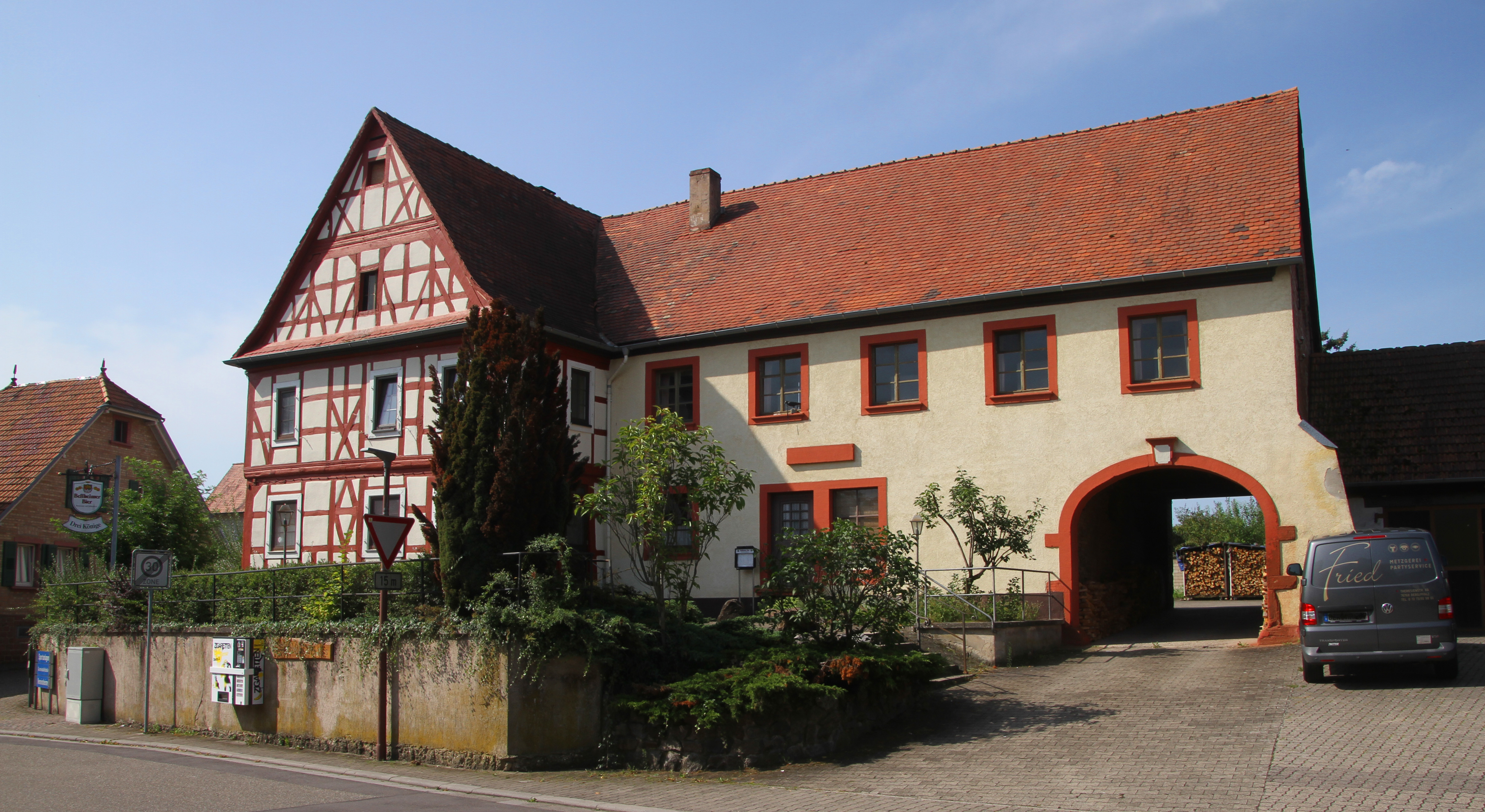
Denkmalgeschütztes Haus Drei Könige

### Kulturdenkmäler
Vor Ort befinden sich insgesamt zwölf Objekte, die unter Denkmalschutz stehen, darunter die katholische Kirche St. Bartholomäus.

### Natur
Innerhalb der Gemeindegemarkung existieren zwei Naturdenkmale, sie ist auch Teil des überregionalen Landschaftsschutzgebiets „Pfälzische Rheinauen“. Zudem erstreckt sich das EU-Vogelschutzgebiet Bienwald und Viehstrichwiesen teilweise über Berg.

### Museen
In Neulauterburg gibt es im sogenannten „Zollmuseum“ eine Ausstellung zur Grenze im ehemaligen „Zollpavillon“. Dieser wurde in seiner aktiven Zeit für die Zollformalitäten beim Grenzübertritt zwischen Deutschland und Frankreich genutzt und diente den deutschen Zollbeamten als Büro- und Arbeitsräume.

## Wirtschaft und Infrastruktur

### Verkehr
Die Landesstraße 540 streift den nördlichen Ortsrand. Mitten durch den Ort selbst verläuft die Kreisstraße 20
Durch Berg verlief die römische Rheinuferstraße, ein Leugenstein bezeichnete die Entfernung nach Speyer. Von diesem römischen Meilenstein an der Römerstraße von Basel nach Mainz ist nur noch der Sockel erhalten, er findet sich am Ortsausgang neben der Landesstraße 540. Dies ist der erste Stein dieser wichtigen römischen Fernverbindung auf deutschem Gebiet. An der Fortsetzung der Römerstraße Richtung Osten befindet sich ein weiterer Meilenstein.
Berg besitzt einen Haltepunkt an der Bahnstrecke Wörth–Strasbourg, deren in Deutschland verlaufender Abschnitt 1984 im Personenverkehr stillgelegt wurde. 2002 wurde er reaktiviert; seither existieren stündliche Verbindungen nach Wörth und Lauterbourg. Die Strecke wird in den letzten Jahrzehnten häufig für Atommülltransporte benutzt, weshalb sich 2008 bei Berg drei Gegendemonstranten anketteten.

### Tourismus
Mitten durch den Ort verlaufen der Pamina-Radweg Lautertal und der Skulpturenweg Hagenbach – Lauterburg. Der Saar-Pfalz-Weg, der die Kennzeichnung Schwarzer Punkt auf weißem Balken trägt und der eine Verbindung mit Saarbrücken und Wörth am Rhein schafft, streift den nördlichen Siedlungsrand.

## Persönlichkeiten

### Ehrenbürger
- Otto Fried (1917–2002), 1956 bis 1983 Bürgermeister[14] Ehrenbürgerschaft verliehen am 29. November 1983.[15]

### Personen, die vor Ort gewirkt haben
- Hermann Weber (* 1959), Hochschullehrer für Kunst und Design
- Helmut Hermann (* 1965), Fußballspieler, betreibt seit 2000 vor Ort eine Fußballschule